# ProTouch
A ProTouch é uma equipa sul-africana de ciclismo de estrada da UCI Continental criada em 2019.

## Elenco
Para anos anteriores, veja-se Elencos da ProTouch
| Integrantes da equipe 2019 | Integrantes da equipe 2019 | Integrantes da equipe 2019 | Integrantes da equipe 2019 |
| Ciclista                   | Data de nascimento         | Equipe anterior            |                            |
| -------------------------- | -------------------------- | -------------------------- | -------------------------- |
| Reynard Butler             | 3 abril 1989               |                            |                            |
| Rohan Du Plooy             | 14 setembro 1994           |                            |                            |
| Pieter Seyffert            | 27 dezembro 1986           |                            |                            |
|                            |                            |                            |                            |
| Fonte: ProCyclingStats     |                            |                            |                            |

## Palmarés
2019
Desafio do Ciclo 100, Jayde Julius
Etapa 4 Tour de Limpopo, Clint Hendricks
Trophée Princier, Desafio du Prince, Jayde Julius